# Kumakōgen, Ehime
Kumakōgen (久万高原町 Kumakōgen-chō) là thị trấn thuộc huyện Kamiukena, tỉnh Ehime, Nhật Bản. Tính đến ngày 1 tháng 10 năm 2020, dân số ước tính thị trấn là 7.404 người và mật độ dân số là 13 người/km2. Tổng diện tích thị trấn là 583,69 km2.